# Marc Oberweis
Marc Oberweis (né le 6 novembre 1982 à Luxembourg au Luxembourg) est un footballeur luxembourgeois ayant joué pour des équipes du Luxembourg.

## Palmarès
- Coupe du Luxembourg : 2013

## Équipes
| Saison    | Club            | Pays               | Championnat | Coupes nationales | Coupes continentales | Sélection |
| --------- | --------------- | ------------------ | ----------- | ----------------- | -------------------- | --------- |
| 2002-2003 | Dudelange       | Division nationale | 11 matchs   | -                 | -                    | -         |
| 2003-2004 | Dudelange       | Division nationale | 20 matchs   | -                 | -                    | -         |
| 2004-2005 | Grevenmacher    | Division nationale | 28 matchs   | -                 | -                    | 4 matchs  |
| 2005-2006 | Grevenmacher    | Division nationale | 28 matchs   | -                 | -                    | 1 match   |
| 2006-2007 | Grevenmacher    | Division nationale | 26 matchs   | -                 | -                    | -         |
| 2007-2008 | Grevenmacher    | Division nationale | -           | -                 | -                    | -         |
| 2008-2009 | Grevenmacher    | Division nationale | 26 matchs   | -                 | -                    | 2 matchs  |
| 2009-2010 | Jeunesse d'Esch | Division nationale | 25 matchs   | -                 | -                    | -         |
| 2010-2011 | Jeunesse d'Esch | Division nationale | 25 matchs   | -                 | -                    | -         |
| 2011-2012 | Jeunesse d'Esch | Division nationale | -           | -                 | -                    | -         |

Dernière mise à jour le 25 novembre 2011